# Klei Entertainment
Klei Entertainment è una casa di sviluppo di videogiochi con sede a Vancouver conosciuta soprattutto per aver creato giochi come Mark of the Ninja e Don't Starve.

## Storia
La Klei Entertainment è stata fondata nel 2005 da Jamie Cheng. Prima della realizzazione dell'azienda, Cheng lavorò negli studi della Sega, dove svolgeva il ruolo di programmatore. Nel 2009 Ottobre, assunse undici impiegati.
Il loro primo titolo, Eets è stato pubblicato nel 2007, 2006 per Microsoft Windows, poi nel 9 Dicembre per PlayStation 3, nel 2010. Dopo altri due rilasci fu anche attuata la combattibilità per la Xbox, in occasione della Xbox Live Arcade. Nel sequel Eets: Chowdown, furono aggiunti nuovi 120 livelli.
La compagnia entrò in collaborazione con la Slick Entertainment per la realizzazione di N+. Nel 2008 annunciò l'idea di Sugar Rush. Lo fecero di nuovo 2010, dicendo però che il progetto fu annullato. Il quarto principale titolo dell'azienda, Shank, fu annunciato nel 2009. Fu rilasciato nel 24 Agosto 2010 per la PlayStation 3, il giorno dopo per la Xbox e il 26 Ottobre per Microsoft Windows.
La Klei è conosciuta specialmente per il suo videogioco Don't Starve, un gioco di sopravvivenza annunciato nel 2013 e successivamente rilasciato.

## Giochi sviluppati
| Anno             | Titolo                | Piattaforma/e                                          |
| ---------------- | --------------------- | ------------------------------------------------------ |
| 2006             | Eets                  | Windows, macOS                                         |
| 2008             | N+                    | PlayStation Portable, Xbox 360, Nintendo DS            |
| 2010             | Shank                 | PlayStation 3, Xbox 360, macOS, Linux, Windows         |
| 2012             | Shank 2               | PlayStation 3, Xbox 360, macOS, Linux, Windows         |
| 2012             | Mark of the Ninja     | Xbox 360, Windows, macOS, Linux                        |
| 2013             | Don't Starve          | macOS, Windows, Linux, PlayStation Vita, PlayStation 4 |
| 2014             | Eets Munchies         | macOS, Windows, Linux, iOS                             |
| 2015             | Invisible, Inc.       | macOS, Windows, PlayStation 4                          |
| 2016             | Don't Starve Together | MacOS, Windows, Linux, PlayStation 4                   |
| 2019             | Oxygen Not Included   | MacOS, Windows, Linux                                  |
| 2019             | Hot Lava              | MacOS, Windows, Linux                                  |
| 2020             | Griftlands            | Windows                                                |
| annullato (2010) | Sugar Rush            | -                                                      |